# Condado de Livingston (Michigan)
O Condado de Livingston é um dos 88 condados do estado americano de Michigan. A sede do condado é Howell, e sua maior cidade é Howell.
O condado possui uma área de 1 516 km² (dos quais 44 km² estão cobertos por água), uma população de 156 951 habitantes, e uma densidade populacional de 107 hab/km² (segundo o censo nacional de 2000). O condado foi fundado em 1836.